# Івано-Франківська міська рада
Іва́но-Франкі́вська міська́ ра́да — адміністративно-територіальна одиниця та орган місцевого самоврядування у Івано-Франківській області. Адміністративний центр — Івано-Франківськ.

## Географія
- Територія ради: 83,73 км²
- Населення ради: 249 402 особи (станом на 1 вересня 2015 року)[1]
- Територією ради протікають річки Бистриця-Надвірнянська, Бистриця-Солотвинська

## Адміністративний устрій
Міській раді підпорядковані:
- м. Івано-Франківськ
- Вовчинецька сільська рада
  - с. Вовчинець
- Криховецька сільська рада
  - с. Крихівці
- Микитинецька сільська рада
  - с. Микитинці
- Угорницька сільська рада
  - с. Угорники
- Хриплинська сільська рада
  - с. Хриплин

## Населення
Розподіл населення за віком та статтю (2001):
| Стать | Всього  | До 15 років | 15-24  | 25-44  | 45-64  | 65-85  | Понад 85 |
| --- | ------- | ----------- | ------ | ------ | ------ | ------ | -------- |
| Чоловіки | 109 364 | 20 133      | 25 656 | 33 381 | 22 912 | 7067   | 215      |
| Жінки | 120 826 | 19 155      | 24 798 | 37 189 | 27 210 | 11 795 | 679      |
| \| Статево-вікова піраміда \| Статево-вікова піраміда \| Статево-вікова піраміда \| \| ----------------------- \| ----------------------- \| ----------------------- \| \| Чоловіки \| Вік \| Жінки \| \| 215 \| 85 + \| 679 \| \| 475 \| 80-84 \| 1169 \| \| 1198 \| 75-79 \| 2934 \| \| 2338 \| 70-74 \| 3662 \| \| 3056 \| 65-69 \| 4030 \| \| 4399 \| 60-64 \| 5425 \| \| 4039 \| 55-59 \| 4670 \| \| 6706 \| 50-54 \| 7821 \| \| 7768 \| 45-49 \| 9294 \| \| 9634 \| 40-44 \| 11 140 \| \| 8136 \| 35-39 \| 9661 \| \| 7423 \| 30-34 \| 8238 \| \| 8188 \| 25-29 \| 8150 \| \| 10 714 \| 20-24 \| 10 379 \| \| 14 942 \| 15-20 \| 14 419 \| \| 8847 \| 10-14 \| 8446 \| \| 6549 \| 5-9 \| 6147 \| \| 4737 \| 0-4 \| 4562 \| |         |             |        |        |        |        |          |
| Статево-вікова піраміда |         |             |        |        |        |        |          |
| Чоловіки | Вік     | Жінки       |        |        |        |        |          |
| 215 | 85 +    | 679         |        |        |        |        |          |
| 475 | 80-84   | 1169        |        |        |        |        |          |
| 1198 | 75-79   | 2934        |        |        |        |        |          |
| 2338 | 70-74   | 3662        |        |        |        |        |          |
| 3056 | 65-69   | 4030        |        |        |        |        |          |
| 4399 | 60-64   | 5425        |        |        |        |        |          |
| 4039 | 55-59   | 4670        |        |        |        |        |          |
| 6706 | 50-54   | 7821        |        |        |        |        |          |
| 7768 | 45-49   | 9294        |        |        |        |        |          |
| 9634 | 40-44   | 11 140      |        |        |        |        |          |
| 8136 | 35-39   | 9661        |        |        |        |        |          |
| 7423 | 30-34   | 8238        |        |        |        |        |          |
| 8188 | 25-29   | 8150        |        |        |        |        |          |
| 10 714 | 20-24   | 10 379      |        |        |        |        |          |
| 14 942 | 15-20   | 14 419      |        |        |        |        |          |
| 8847 | 10-14   | 8446        |        |        |        |        |          |
| 6549 | 5-9     | 6147        |        |        |        |        |          |
| 4737 | 0-4     | 4562        |        |        |        |        |          |

Національний склад населення за даними перепису 2001 року:
| Національність | Кількість осіб | Відсоток |
| -------------- | -------------- | -------- |
| українці       | 212577         | 92,24 %  |
| росіяни        | 13876          | 6,02 %   |
| поляки         | 653            | 0,28 %   |
| білоруси       | 633            | 0,27 %   |
| євреї          | 255            | 0,11 %   |
| інші           | 2449           | 1,06 %   |

Мовний склад населення за даними перепису 2001 року:
| Мова       | Кількість осіб | Відсоток |
| ---------- | -------------- | -------- |
| українська | 213502         | 92,65 %  |
| російська  | 14701          | 6,38 %   |
| польська   | 204            | 0,09 %   |
| білоруська | 199            | 0,09 %   |
| циганська  | 106            | 0,05 %   |
| інші       | 1731           | 0,75 %   |

## Склад ради
Рада складається з 42 депутатів та голови.
- Голова ради: Марцінків Руслан Романович
- Секретар ради: Савчук Оксана Василівна

### Керівний склад попередніх скликань
| Прізвище, ім'я, по батькові   | Основні відомості                                                                   | Дата обрання | Дата звільнення |
| ----------------------------- | ----------------------------------------------------------------------------------- | ------------ | --------------- |
| Анушкевичус Віктор Андрюсович | Міський голова, 1962 року народження, освіта вища, член Української Народної Партії | 26.03.2006   | 31.10.2010      |
| Анушкевичус Віктор Андрюсович | Міський голова, 1962 року народження, освіта вища, член Української Народної Партії | 31.10.2010   | 01.12.2015      |

Примітка: таблиця складена за даними сайту Верховної Ради України

### Депутати VII скликання
За результатами місцевих виборів 2015 року депутатами ради стали:

#### За суб'єктами висування
| Суб'єкт висування                                          | Кількість обраних депутатів | %     |
| ---------------------------------------------------------- | --------------------------- | ----- |
| Політична партія Всеукраїнське об'єднання «Свобода»        | 14                          | 33.33 |
| Партія Блок Петра Порошенка «Солідарність»                 | 9                           | 21.43 |
| Політична партія «Об'єднання „Самопоміч“»                  | 6                           | 14.29 |
| Політична партія «Українське Об'єднання патріотів — УКРОП» | 6                           | 14.29 |
| Політична партія Всеукраїнське об'єднання «Батьківщина»    | 4                           | 9.52  |
| Українська Народна Партія                                  | 3                           | 7.14  |

#### За округами
| № округу                                                   | Прізвище, ім'я, по батькові      | Дата нар.  | Освіта              | Партійна приналежність                                           | Відомості |
| ---------------------------------------------------------- | -------------------------------- | ---------- | ------------------- | ---------------------------------------------------------------- | --- |
| політична партія Всеукраїнське об'єднання «Свобода»        |                                  |            |                     |                                                                  | |
| пк                                                         | Марцінків Руслан Романович       | 22.11.1979 | вища                | член політичної партії Всеукраїнське об'єднання «Свобода»        | ГО «Центр розвитку міста», директор |
| 42                                                         | Онуфріїв Роман Михайлович        | 20.09.1975 | вища                | член політичної партії Всеукраїнське об'єднання «Свобода»        | ТзОВ «Місто-НВ», директор |
| 41                                                         | Гавриш Петро Орестович           | 05.09.1975 | вища                | безпартійний                                                     | ГУМВС в Київській області ППСМОП «Миротворець», міліціонер |
| 13                                                         | Савчук Оксана Василівна          | 20.03.1983 | вища                | член політичної партії Всеукраїнське об'єднання «Свобода»        | Дитячо-юнацький пластовий центр від Управління освіти і науки Івано-Франківського міськвиконкому, заступник директора з виховної роботи |
| 4                                                          | Харук Роман Романович            | 12.07.1963 | вища                | член політичної партії Всеукраїнське об'єднання «Свобода»        | Приватний підприємець |
| 19                                                         | Вітенко Микола Іванович          | 17.06.1984 | вища                | член політичної партії Всеукраїнське об'єднання «Свобода»        | Івано-Франківська міська рада, секретар |
| 18                                                         | Бурко Віталій Миколайович        | 30.04.1973 | вища                | член політичної партії Всеукраїнське об'єднання «Свобода»        | КП «ДРЕУ», заступник директора |
| 3                                                          | Строїч Андрій Петрович           | 08.04.1980 | вища                | безпартійний                                                     | ТОВ «Гендлярка», директор |
| 36                                                         | Вагилевич Мар'ян Володимирович   | 22.09.1985 | вища                | член політичної партії Всеукраїнське об'єднання «Свобода»        | КО «Міський парк культури та відпочинку ім. Т. Г. Шевченка», заступник директора |
| 12                                                         | Марцінків Роман Богданович       | 20.02.1983 | вища                | член політичної партії Всеукраїнське об'єднання «Свобода»        | ТзОВ «МІСТО НВ», консультант з юридичних питань |
| 21                                                         | Скиданчук Василь Михайлович      | 02.01.1985 | вища                | член політичної партії Всеукраїнське об'єднання «Свобода»        | КП «Єдиний розрахунковий центр», інженер відділу експлуатації |
| 37                                                         | Абрам'як Сергій Михайлович       | 06.08.1987 | вища                | безпартійний                                                     | Приватний підприємець |
| 15                                                         | Синишин Віктор Іванович          | 06.06.1985 | вища                | член політичної партії Всеукраїнське об'єднання «Свобода»        | КП «Єдиний розрахунковий центр», інженер відділу експлуатації |
| 35                                                         | Грималюк Андрій Васильович       | 02.10.1985 | вища                | член політичної партії Всеукраїнське об'єднання «Свобода»        | ТзОВ «Івано-Франківськавтодор», майстер |
| ПАРТІЯ "БЛОК ПЕТРА ПОРОШЕНКА «СОЛІДАРНІСТЬ»                |                                  |            |                     |                                                                  | |
| пк                                                         | Шкутяк Петро Зіновійович         | 04.08.1980 | вища                | член ПАРТІЇ "БЛОК ПЕТРА ПОРОШЕНКА «СОЛІДАРНІСТЬ»                 | тимчасово не працює |
| 28                                                         | Кушнір Володимир Степанович      | 14.07.1983 | вища                | член ПАРТІЇ "БЛОК ПЕТРА ПОРОШЕНКА «СОЛІДАРНІСТЬ»                 | Івано-Франківська обласна державна адміністрація, заступник голови |
| 38                                                         | Балагура Володимир Омелянович    | 09.11.1964 | вища                | безпартійний                                                     | Приватне підприємство "Будівельна компанія «Ярковиця», виконавчий директор |
| 34                                                         | Руднянин Степан Михайлович       | 21.12.1982 | вища                | безпартійний                                                     | Товариство з обмеженою відповідальністю "Будівельна компанія «Структура», директор |
| 40                                                         | Фецич Володимир Іванович         | 04.04.1974 | професійно-технічна | член ПАРТІЇ "БЛОК ПЕТРА ПОРОШЕНКА «СОЛІДАРНІСТЬ»                 | Товариство з обмеженою відповідальністю «Форте-Буд», директор |
| 9                                                          | Ковальчук Микола Петрович        | 18.01.1979 | вища                | член ПАРТІЇ "БЛОК ПЕТРА ПОРОШЕНКА «СОЛІДАРНІСТЬ»                 | Приватне підприємство «Вамбуд», директор |
| 22                                                         | Палійчук Сергій Васильович       | 04.10.1984 | вища                | безпартійний                                                     | Товариство з обмеженою відповідальністю «Медобори» Товариство з обмеженою відповідальністю Івано-Франківська філія "Торгова мережа «Фаворит» Товариство з обмеженою відповідальністю "Консультаційний візовий центр «Віза-ІФ» Фізична особа-підприємець, директор Директор Директор Фізична особа-підприємець |
| 2                                                          | Яблонь Володимир Дмитрович       | 03.03.1976 | вища                | безпартійний                                                     | Приватне підприємство "Будівельна компанія «Ярковиця», комерційний директор |
| 25                                                         | Волгін Андріан Вікторович        | 12.10.1984 | вища                | безпартійний                                                     | тимчасово не працює |
| Політична партія "Об'єднання «САМОПОМІЧ»                   |                                  |            |                     |                                                                  | |
| пк                                                         | Кулинич Ірина Вікторівна         | 14.06.1961 | вища                | безпартійна                                                      | Львівська міська рада, директор департаменту економічної політики Львівської міської ради |
| 7                                                          | Пуйда Іван Михайлович            | 12.09.1963 | вища                | безпартійний                                                     | ТзОВ «Панорама плюс», директор |
| 30                                                         | Гречанюк Петро Дмитрович         | 09.07.1959 | вища                | безпартійний                                                     | ТОВ МЖК Експрес-24, голова ТОВ МЖК Експрес-24 |
| 29                                                         | Корсун Ігор Валерійович          | 18.09.1987 | вища                | член Політичної партії "Об'єднання «САМОПОМІЧ»                   | Надвірнянська ДЮСШ, тренер-викладач |
| 9                                                          | Гарасимко Іван Михайлович        | 06.07.1985 | вища                | безпартійний                                                     | ДП «Івано-Франківський військовий ліспромкомбінат», юрисконсульт |
| 8                                                          | Федорук Олександра Володимирівна | 30.12.1975 | вища                | член Політичної партії "Об'єднання «САМОПОМІЧ»                   | ПНУ ім. В.Стефаника, викладач англійської мови |
| ПОЛІТИЧНА ПАРТІЯ «УКРАЇНСЬКЕ ОБ'ЄДНАННЯ ПАТРІОТІВ — УКРОП» |                                  |            |                     |                                                                  | |
| пк                                                         | Шевченко Олександр Леонідович    | 08.04.1971 | вища                | безпартійний                                                     | Верховна Рада України, народний депутат України |
| 23                                                         | Мерінов Віталій Олександрович    | 31.12.1990 | вища                | безпартійний                                                     | Фізкультурно-спортивне товариство «Україна», тренер з боксу |
| 10                                                         | Олійник Володимир Євгенович      | 30.05.1981 | вища                | безпартійний                                                     | Громадська організація «Інститут розвитку міста-Новий Івано-Франківськ», керівник програм |
| 37                                                         | Гаєвський Сергій Броніславович   | 03.07.1989 | вища                | член ПОЛІТИЧНОЇ ПАРТІЇ «УКРАЇНСЬКЕ ОБ'ЄДНАННЯ ПАТРІОТІВ — УКРОП» | Громадська організація «Інститут розвитку міста-Новий Івано-Франківськ», заступник директора |
| 2                                                          | Чміль Дмитро Костянтинович       | 09.07.1959 | вища                | член ПОЛІТИЧНОЇ ПАРТІЇ «УКРАЇНСЬКЕ ОБ'ЄДНАННЯ ПАТРІОТІВ — УКРОП» | Івано-Франківська загальноосвітня школа І-ІІІ ступенів № 18, директор |
| 25                                                         | Саварин Ігор Володимирович       | 27.04.1964 | вища                | безпартійний                                                     | Івано-Франківський обласний благодійний фонд «Відродження», голова правління |
| політична партія Всеукраїнське об'єднання «Батьківщина»    |                                  |            |                     |                                                                  | |
| пк                                                         | Терешко Руслан Володимирович     | 25.12.1973 | вища                | член політичної партії Всеукраїнське об'єднання «Батьківщина»    | Державне підприємство «Укрзалізничпостач», заступник директора |
| 20                                                         | Магас Стефан Дмитрович           | 21.09.1959 | вища                | член політичної партії Всеукраїнське об'єднання «Батьківщина»    | Підприємець |
| 27                                                         | Ревчук Василь Іванович           | 11.02.1966 | вища                | член політичної партії Всеукраїнське об'єднання «Батьківщина»    | тимчасово не працює |
| 39                                                         | Горбовий Ярослав Васильович      | 14.11.1961 | загальна середня    | член політичної партії Всеукраїнське об'єднання «Батьківщина»    | Приватний підприємець |
| Українська Народна Партія                                  |                                  |            |                     |                                                                  | |
| пк                                                         | Анушкевичус Віктор Андрюсович    | 15.11.1962 | вища                | член Української Народної Партії                                 | Виконавчий комітет Івано-Франківської міської ради, івано-Франківський міський голова |
| 39                                                         | Куницька Галина Володимирівна    | 30.03.1978 | вища                | безпартійна                                                      | Хриплинська ЗШ I—II ступеня, директор |
| 40                                                         | Саврей Володимир Ярославович     | 12.02.1964 | вища                | безпартійний                                                     | Івано-Франківська міська поліклініка № 4, завідувач Амбулатор-єю ВЗПСМ "Вовчи-нецька |

### Депутати VI скликання
За результатами місцевих виборів 2010 року:
- Кількість депутатських мандатів у раді; 60
- Кількість депутатських мандатів, отриманих кандидатами у депутати за результатами виборів: 59
- Кількість депутатських мандатів у раді, що залишаються вакантними: 1

#### За суб'єктами висування
| Суб'єкт висування                                       | Кількість обраних депутатів | %    |
| ------------------------------------------------------- | --------------------------- | ---- |
| Політична партія Всеукраїнське об'єднання «Свобода»     | 34                          | 57,6 |
| Політична партія «Фронт Змін»                           | 9                           | 15,3 |
| Політична партія Всеукраїнське об'єднання «Батьківщина» | 5                           | 8,5  |
| Партія регіонів                                         | 4                           | 6,8  |
| Політична партія «Наша Україна»                         | 2                           | 3,4  |
| Політична партія «Третя сила»                           | 2                           | 3,4  |
| Політична партія «УДАР»                                 | 2                           | 3,4  |
| Українська республіканська партія                       | 1                           | 1,7  |

#### За округами
| № округу                                                                             | Прізвище, ім'я, по батькові       | Дата визнання обраним | Освіта           | Партійна приналежність                                                                     | Відомості про обраного депутата                                                                                      |
| ------------------------------------------------------------------------------------ | --------------------------------- | --------------------- | ---------------- | ------------------------------------------------------------------------------------------ | --- |
| Партія регіонів                                                                      |                                   |                       |                  |                                                                                            | |
| б/м                                                                                  | Федьків Богдан Михайлович         | 09.11.2010            | вища             | член Партії регіонів                                                                       | управління правової роботи та внутрішньої політики, начальник головного управління                                   |
| б/м                                                                                  | Дутка Ігор Петрович               | 09.11.2010            | вища             | член Партії регіонів                                                                       | ТзОВ «Торговий сервіс», генеральний директор                                                                         |
| б/м                                                                                  | Халаменда Ігор Анатолійович       | 09.11.2010            | вища             | член Партії регіонів                                                                       | приватний підприємець                                                                                                |
| 25                                                                                   | Благодир Сергій Миколайович       | 09.11.2010            | вища             | член Партії регіонів                                                                       | Прикарпатський юридичний інститут Львівського державного університету внутрішніх справ, доцент, професор кафедри     |
| Політична партія Всеукраїнське об'єднання «Батьківщина»                              |                                   |                       |                  |                                                                                            | |
| б/м                                                                                  | Бойчук Василь Євгенович           | 09.11.2010            | вища             | член Всеукраїнського об'єднання «Батьківщина»                                              | Івано-Франківська міська рада, секретар міської ради                                                                 |
| б/м                                                                                  | Бачкур Ярослав Васильович         | 09.11.2010            | вища             | член Всеукраїнського об'єднання «Батьківщина»                                              | ВАТ «Укрнафта», Прикарпатське управління бурових робіт, заступник начальника управління                              |
| б/м                                                                                  | Терешко Руслан Володимирович      | 09.11.2010            | вища             | член Всеукраїнського об'єднання «Батьківщина»                                              | ЗАТ «Зірниця», голова правління                                                                                      |
| б/м                                                                                  | Стасюк Володимир Васильович       | 09.11.2010            | вища             | член Всеукраїнського об'єднання «Батьківщина»                                              | Івано-Франківський базовий медичний коледж, директор                                                                 |
| 21                                                                                   | Ревчук Василь Іванович            | 09.11.2010            | вища             | член Всеукраїнського об'єднання «Батьківщина»                                              | загальноосвітня школа № 6 ім. І. Ревчука м. Івано-Франківськ, вчитель                                                |
| Політична партія Всеукраїнське об'єднання «Свобода»                                  |                                   |                       |                  |                                                                                            | |
| б/м                                                                                  | Марцінків Руслан Романович        | 09.11.2010            | вища             | член Всеукраїнського об'єднання «Свобода»                                                  | Івано-Франківська МПО Всеукраїнського об'єднання «Свобода», керівник секретаріату                                    |
| б/м                                                                                  | Романюк Сергій Васильович         | 09.11.2010            | вища             | член Всеукраїнського об'єднання «Свобода»                                                  | приватний підприємець                                                                                                |
| б/м                                                                                  | Гавриш Петро Орестович            | 09.11.2010            | вища             | член Всеукраїнського об'єднання «Свобода»                                                  | приватний підприємець                                                                                                |
| б/м                                                                                  | Сеньків Михайло Ярославович       | 09.11.2010            | вища             | член Всеукраїнського об'єднання «Свобода»                                                  | приватний підприємець                                                                                                |
| б/м                                                                                  | Оришко Світлана Петрівна          | 09.11.2010            | вища             | позапартійна                                                                               | Прикарпатський національний університет ім. В. Стефаника, доцент кафедри туризмознавства і туристичних спеціалізацій |
| б/м                                                                                  | Максимчук Ігор Євстахович         | 09.11.2010            | вища             | позапартійний                                                                              | Івано-Франківська загальноосвітня школа І-ІІІ ст. № 6 ім. Івана Ревчука, директор                                    |
| б/м                                                                                  | Полковник Богдан Романович        | 09.11.2010            | середня          | член Всеукраїнського об'єднання «Свобода»                                                  | пенсіонер |
| б/м                                                                                  | Сарабін Віталія Ігорівна          | 09.11.2010            | незакінчена вища | член Всеукраїнського об'єднання «Свобода»                                                  | Прикарпатський національний університет ім. В. Стефаника, студент                                                    |
| б/м                                                                                  | Гоянюк Ольга Миколаївна           | 09.11.2010            | незакінчена вища | член Всеукраїнського об'єднання «Свобода»                                                  | Прикарпатський національний університет ім. В. Стефаника, студент                                                    |
| б/м                                                                                  | Малярчук Михайло Володимирович    | 09.11.2010            | незакінчена вища | член Всеукраїнського об'єднання «Свобода»                                                  | Прикарпатський національний університет ім. В. Стефаника, студент                                                    |
| 1                                                                                    | Голодюк Наталія Миколаївна        | 09.11.2010            | вища             | член Всеукраїнського об'єднання «Свобода»                                                  | ТОВ «Діпрогаз», провідний інженер технологіч-ного відділу                                                            |
| 3                                                                                    | Харук Роман Романович             | 09.11.2010            | вища             | член Всеукраїнського об'єднання «Свобода»                                                  | ВАТ «Прикарпат-Агро МТС», комерційний директор                                                                       |
| 4                                                                                    | Олексин Лариса Миколаївна         | 09.11.2010            | вища             | член Всеукраїнського об'єднання «Свобода»                                                  | Обласна наукова медична бібліотека, завідувач сектору читального залу                                                |
| 6                                                                                    | Стефанко Сергій Львович           | 09.11.2010            | вища             | член Всеукраїнського об'єднання «Свобода»                                                  | Івано-Франківський національний медичний університет, асистент кафедри акушерства та гінекології                     |
| 7                                                                                    | Маркута Іван Тарасович            | 09.11.2010            | вища             | член Всеукраїнського об'єднання «Свобода»                                                  | тимчасово не працює                                                                                                  |
| 8                                                                                    | Клипич Олег Михайлович            | 09.11.2010            | вища             | член Всеукраїнського об'єднання «Свобода»                                                  | приватний підприємець                                                                                                |
| 9                                                                                    | Гнатів Андрій Ігорович            | 09.11.2010            | вища             | член Всеукраїнського об'єднання «Свобода»                                                  | Івано-Франківська філія ПАТ «Західінкомбанк», юрист                                                                  |
| 10                                                                                   | Яцинович Микола Ярополкович       | 09.11.2010            | вища             | позапартійний                                                                              | приватний підприємець                                                                                                |
| 11                                                                                   | Савчук Оксана Василівна           | 09.11.2010            | вища             | член Всеукраїнського об'єднання «Свобода»                                                  | Дитячо-юнацький пластовий центр при управлінні освіти і науки Івано-Франківського міськвиконкому, методист           |
| 12                                                                                   | Голутяк Віталій Юрійович          | 09.11.2010            | вища             | позапартійний                                                                              | ТзОВ"Місто-НВ", менеджер зв'язків з громадськістю                                                                    |
| 14                                                                                   | Бурко Віталій Миколайович         | 09.11.2010            | вища             | член Всеукраїнського об'єднання «Свобода»                                                  | ДП «Станиславівавтотранс» ВАТ «Прикарпат-Агро МТС», директор                                                         |
| 15                                                                                   | Вітенко Микола Іванович           | 09.11.2010            | вища             | член Всеукраїнського об'єднання «Свобода»                                                  | тимчасово не працює                                                                                                  |
| 16                                                                                   | Колковський Володимир Зіновійович | 09.11.2010            | незакінчена вища | позапартійний                                                                              | ПП «СКОЛ», директор                                                                                                  |
| 17                                                                                   | Шуляр Юрій Володимирович          | 09.11.2010            | вища             | член Всеукраїнського об'єднання «Свобода»                                                  | приватний підприємець                                                                                                |
| 18                                                                                   | Онуфріїв Роман Михайлович         | 09.11.2010            | вища             | член Всеукраїнського об'єднання «Свобода»                                                  | ТзОВ"Місто-НВ", директор                                                                                             |
| 19                                                                                   | Микула Роман Васильович           | 09.11.2010            | вища             | член Всеукраїнського об'єднання «Свобода»                                                  | ТОВ «Гринком», виконавчий директор                                                                                   |
| 20                                                                                   | Дубас Ярослав Володимирович       | 09.11.2010            | вища             | позапартійний                                                                              | Івано-Франківська центральна міська клінічна лікарня, лікар-інтерн                                                   |
| 22                                                                                   | Кімачук Роман Михайлович          | 09.11.2010            | вища             | член Всеукраїнського об'єднання «Свобода»                                                  | приватний підприємець                                                                                                |
| 24                                                                                   | Капустяк Олег Іванович            | 09.11.2010            | незакінчена вища | член Всеукраїнського об'єднання «Свобода»                                                  | ПП «Рекламно-виробнича компанія „Трамплін“», директор                                                                |
| 26                                                                                   | Бережанський Тарас Володимирович  | 09.11.2010            | вища             | член Всеукраїнського об'єднання «Свобода»                                                  | Громадська організація «Освічена країна», керівник                                                                   |
| 27                                                                                   | Войтичук Олексій Олексійович      | 09.11.2010            | вища             | член Всеукраїнського об'єднання «Свобода»                                                  | ІФ Регіональне відділення Асоціації міст України, виконавчий директор                                                |
| 28                                                                                   | Грималюк Андрій Васильович        | 09.11.2010            | незакінчена вища | позапартійний                                                                              | ПП "Рекламно-виробнича компанія «Трамплін», керівник відділу інформаційно-аналітичної роботи                         |
| 29                                                                                   | Вагилевич Мар'ян Володимирович    | 09.11.2010            | вища             | позапартійний                                                                              | ПП"Трейд-Груп", директор                                                                                             |
| 30                                                                                   | Тютюник Андрій Богданович         | 09.11.2010            | вища             | член Всеукраїнського об'єднання «Свобода»                                                  | ТзОВ"Місто-НВ", менеджер                                                                                             |
| Політична партія «Наша Україна»                                                      |                                   |                       |                  |                                                                                            | |
| б/м                                                                                  | Балагура Володимир Омелянович     | 09.11.2010            | середня          | член Політичної партії «Наша Україна»                                                      | ПП «Ярковиця», керівник                                                                                              |
| б/м                                                                                  | Коржак Олег Володимирович         | 09.11.2010            | вища             | член Політичної партії «Наша Україна»                                                      | Верховна Рада України, помічник-консультант народного депутата України                                               |
| Політична партія «Третя Сила»                                                        |                                   |                       |                  |                                                                                            | |
| б/м                                                                                  | Соловей Юрій Ігорович             | 09.11.2010            | вища             | позапартійний                                                                              | громадська організація «Громадський форум Івано-Франківська», голова правління                                       |
| б/м                                                                                  | Чорноус Володимир Ярославович     | 09.11.2010            | вища             | позапартійний                                                                              | Івано-Франківський факультет Національного університету «Одеська юридична академія», старший викладач                |
| Політична партія «УДАР (Український Демократичний Альянс за Реформи) Віталія Кличка» |                                   |                       |                  |                                                                                            | |
| б/м                                                                                  | Росипайло Ігор Ярославович        | 09.11.2010            | вища             | член Політичної партії «УДАР (Український Демократичний Альянс за Реформи) Віталія Кличка» | КС «Прикарпаття-СІМ», голова правління                                                                               |
| б/м                                                                                  | Василюк Руслана Михайлівна        | 09.11.2010            | вища             | член Політичної партії «УДАР (Український Демократичний Альянс за Реформи) Віталія Кличка» | ПАТ «Плюс Банк», заступник директора департаменту                                                                    |
| Політична партія «Фронт Змін»                                                        |                                   |                       |                  |                                                                                            | |
| б/м                                                                                  | Прокопів Ігор Богданович          | 09.11.2010            | вища             | член Політичної партії «Фронт Змін»                                                        | ДМП «Івано-Франківськ Теплокомуненерго», директор                                                                    |
| б/м                                                                                  | Петрушко Юрій Миронович           | 09.11.2010            | вища             | член Політичної партії «Фронт Змін»                                                        | виконавчий комітет Івано-Франківської міської ради, Відділ обліку та розподілу житла, заступник начальника відділу   |
| б/м                                                                                  | Гасимов Ріяфет Садиг огли         | 09.11.2010            | вища             | член Політичної партії «Фронт Змін»                                                        | приватний підприємець                                                                                                |
| б/м                                                                                  | Бубен Олександр Олександрович     | 09.11.2010            | вища             | член Політичної партії «Фронт Змін»                                                        | ВАТ «Прикарпатобленерго», голова правління                                                                           |
| б/м                                                                                  | Василюк Роман Ярославович         | 09.11.2010            | вища             | член Політичної партії «Фронт Змін»                                                        | ВДК «МОНОЛІТ», генеральний директор                                                                                  |
| б/м                                                                                  | Борзов Сергій Олександрович       | 09.11.2010            | вища             | член Політичної партії «Фронт Змін»                                                        | ОСББ, голова |
| 2                                                                                    | Кукурудз Ростислав Степанович     | 09.11.2010            | вища             | член Політичної партії «Фронт Змін»                                                        | ПП «РОСТІМКС», директор                                                                                              |
| 5                                                                                    | Басараб Сергій Михайлович         | 09.11.2010            | вища             | член Політичної партії «Фронт Змін»                                                        | ТзОВ «Івано-Франківськ міськбуд», директор                                                                           |
| 13                                                                                   | Гончарук Олег Романович           | 09.11.2010            | вища             | член Політичної партії «Фронт Змін»                                                        | ТзОВ «Лігос», генеральний директор                                                                                   |
| Українська республіканська партія                                                    |                                   |                       |                  |                                                                                            | |
| 23                                                                                   | Кушнір Володимир Степанович       | 09.11.2010            | вища             | член Української республіканської партії                                                   | приватний підприємець                                                                                                |